# Geschützter Bindestrich

Sinnbild für den geschützten Bindestrich nach IEC 60417

Der geschützte Bindestrich oder auch nicht umbrechende Bindestrich (englisch non-breaking hyphen) wird verwendet, um einen automatischen Zeilenumbruch nach einem Trennstrich zu unterbinden, beispielsweise bei Ausdrücken wie i‑Punkt oder Fugen‑s.

## Verwendung
Der Zeilenumbruch ist vor allem dann zu verhindern, wenn der abgetrennte Bestandteil sehr kurz würde (wie bei Einzelbuchstaben, Abkürzungen oder Ziffern): k‑Faktor, X‑Ray, Z‑Plan, ε‑Umgebung oder 99‑Tage-Kaiser. Beim letzten Beispiel wäre der erste Bindestrich zu schützen, während beim zweiten Bindestrich eine Worttrennung zulässig ist. Auch bei bestimmten Formeln wie etwa in der Chemie ist es sinnvoll, den Zusammenhang von Bestandteilen sicherzustellen. In mathematischen Texten wird der Bindestrich geschützt, wenn er eine Formel mit einem Wort oder Wortteil verbindet, beispielsweise n‑te Wurzel, (n × n)‑Matrix.
Sinnvoll sind geschützte Bindestriche auch im Zusammenhang mit geschützten Leerzeichen, wenn automatische Zeilenumbrüche sicher verhindert werden sollen. Das Verhalten eines geschützten Bindestriches direkt vor oder nach einem nicht geschützten Leerzeichen (beispielsweise in Schriftart und -größe) ist nicht eindeutig, da dann ein Konflikt zwischen den Trennungsregeln entsteht. Der Internet Explorer beispielsweise schützt dann auch das Leerzeichen, andere Webbrowser nur den Bindestrich. Der Unicode-Zeilenumbruch-Algorithmus erlaubt in seinem Standardverhalten den Umbruch an dieser Stelle.

## Kodierung
Im internationalen Zeichenkodierungssystem Unicode liegt das Zeichen „‑“ auf folgender Position:
- U+2011 „Non-breaking Hyphen“ (Bindestrich, kein Zeilenumbruch).

### Erzeugung in Textverarbeitungssoftware
- In OpenOffice, LibreOffice und StarOffice mittels Strg+Umschalt+− zu erzeugen; erscheint im Text grau hinterlegt.
- In Microsoft Word kann die Unicode-Nummer „2011“ eingegeben und mit der Tastenkombination Alt+C in das Zeichen umgewandelt werden. Diese Umwandlung funktioniert in beiden Richtungen und eignet sich damit auch zur Überprüfung, ob ein Zeichen ein normaler (U+002D) oder bedingter (U+00AD) Trennstrich oder ein geschützter Bindestrich (U+2011) ist. Die Tastenkombination Strg+Umschalt+− wurde seit der neusten Version (Stand 12.2023) auf Alt+Umschalt+− geändert.
- In Microsoft Word für macOS wird der geschützte Bindestrich mittels cmd+option+Umschalt+− erzeugt (s. weiter unten).
- In LaTeX unter Verwendung des Pakets babel mit der Sprachoption [ngerman] wird ein geschützter Bindestrich mit "~ erzeugt. Beispiel: 99"~Tage-Kaiser. Eine Alternative dazu ist \hbox{-}.
- In HTML kann es mit der Zeichenfolge &#8209; (dezimal) oder &#x2011; (hexadezimal) erzeugt werden. Eine benannte Zeichen-Entität wie beim geschützten Leerzeichen (&nbsp;) existiert derzeit für den geschützten Bindestrich nicht (Stand April 2024[1]).

In anderen Programmen ist die Eingabe eines geschützten Bindestrichs häufig nur auf dem Umweg über die Zwischenablage möglich.

### Erzeugung auf Windows-Betriebssystemen
- Unter Windows wird der geschützte Bindestrich mittels Alt+8209 erzeugt (die Ziffern müssen auf der Zehnertastatur eingegeben werden). Nicht alle Programme können dieses Unicode-Zeichen verarbeiten.

### Erzeugung auf Apple-Betriebssystemen
- Unter macOS wird der geschützte Bindestrich mittels cmd+Umschalt+− erzeugt.

### Erzeugung auf Linuxsystemen
- Unter den meisten modernen Linuxsystemen mit UTF-8 Zeichenkodierung lässt sich das Zeichen „‑“ mittels Strg+Umschalt+U+„2011“ erzeugen.